# Tom Steele
Thomas Steele (* 15. November 1905; † 28. Mai 1979) war ein schottischer Politiker. Die Straße Steele Crescent in der Ortschaft Balloch ist nach ihm benannt.

## Politischer Werdegang
Bei den Unterhauswahlen 1945 bewarb sich Steele für die Labour Party um das Mandat des Wahlkreises Lanark. Am Wahltag setzte er sich gegen den späteren Premierminister Alec Douglas-Home, welcher den Wahlkreis seit 1931 vertrat, durch und zog in der Folge erstmals in das britische Unterhaus ein. Bei den folgenden Wahlen 1950 verlor Steele knapp gegen Douglas-Home und schied aus dem House of Commons aus.
Obschon bereits gesundheitlich angeschlagen, gewann Steeles Parteikollege Adam McKinlay bei den Unterhauswahlen 1950 das Unterhausmandat des Wahlkreises West Dunbartonshire. Weniger als einen Monat später verstarb McKinlay, wodurch in dem Wahlkreis Nachwahlen erforderlich wurden. Zu diesen trat Steele gegen den Unionisten R.A. Allan an. Er setzte sich knapp gegen Allan durch und gewann damit wieder einen Sitz im britischen Unterhaus. Bei den folgenden Unterhauswahlen 1951, 1955, 1959, 1964 und 1966 hielt Steele das Mandat des Wahlkreises. Vor den Unterhauswahlen 1970 kündigte Steele seinen Rückzug aus der aktiven Politik an. Sein Parteikollege Ian Campbell trat für die Labour Party an und gewann das Mandat.